# Wiśniowce
Wiśniowce (ukr. Вишнівці), hist. Łomadzyn – wieś na Ukrainie, w obwodzie iwanofrankiwskim, w rejonie nadwórniańskim.
Dawniej stanowił część Majdanu średniego.